# Lagtingets formandskab
Lagtingets formandskab (færøsk: Formansskapurin) er Lagtingets præsidium, der organiserer tingets arbejde. Det består af en formand og tre næstformænd, der altid kommer fra Færøernes 4 store partier: Javnaðarflokkurin, Tjóðveldi, Fólkaflokkurinn og Sambandsflokkurin. Dets arbejdsopgaver svarer nogenlunde til Folketingets Præsidium.

## Formandskabet 2019-2023
- Lagtingsformand: Jógvan á Lakjuni fra Fólkaflokkurin
- 1. næstformand: Johan Dahl fra Sambandsflokkurin
- 2. næstformand: Heðin Mortensen fra Javnaðarflokkurin
- 3. næstformand: Bjørt Samuelsen fra Tjóðveldi